# Torreira

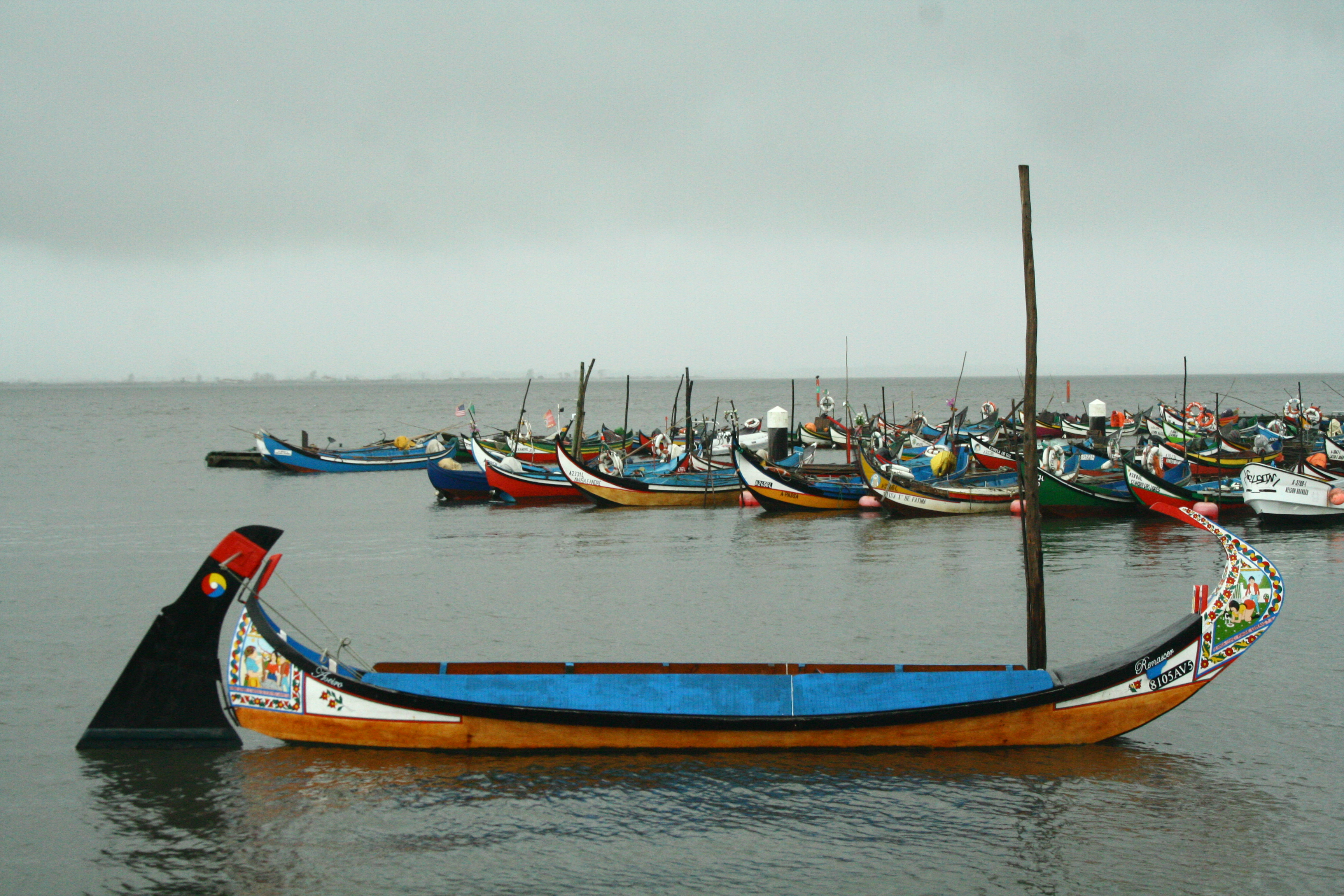
Moliceiro atracado na Torreira.

Torreira é uma vila portuguesa, sede da Freguesia da Torreira do Município da Murtosa, freguesia com 32,09 km² de área e 2908 habitantes (censo de 2021), tendo, por isso, uma densidade populacional de 90,6 hab./km².
A freguesia foi criada pelo decreto-lei nº 12.570, de 30/10/1926, com lugares da freguesia de Murtosa.
A povoação de Torreira foi elevada à categoria de vila em 1997.

## Demografia
A população registada nos censos foi:
| Distribuição da População por Grupos Etários | Distribuição da População por Grupos Etários | Distribuição da População por Grupos Etários | Distribuição da População por Grupos Etários | Distribuição da População por Grupos Etários |
| -------------------------------------------- | -------------------------------------------- | -------------------------------------------- | -------------------------------------------- | -------------------------------------------- |
| Ano                                          | 0-14 Anos                                    | 15-24 Anos                                   | 25-64 Anos                                   | > 65 Anos                                    |
| 2001                                         | 534                                          | 411                                          | 1288                                         | 262                                          |
| 2011                                         | 476                                          | 370                                          | 1538                                         | 361                                          |
| 2021                                         | 431                                          | 304                                          | 1656                                         | 517                                          |

## Património
- Igreja de São Paio (matriz)
- Capela de São Paio da Torreira

## Tradição e Turismo
Tem uma festa bastante conhecida por todo o Norte do país, as festas do São Paio, onde há fogos de artifício. O primeiro dia, no Mar, é sempre de sábado para domingo. O segundo, na Ria, é feito sempre do dia 7 para o dia 8 (dia do santo) de Setembro. Depois dos fogos de artificio há animação, música e bebida na praia até ao dia seguinte. Durante o dia e toda a semana, há uma feira, com a extensão de toda a avenida principal.
Extensa praia de ancestrais tradições piscatórias, continua a atrair um grande número de turistas. Na marginal simpática ainda existem alguns exemplares das tradicionais casas de alpendre. É possível saborear especialidades como a caldeirada de enguias e todo o tipo de peixes capturados nas redes dos pescadores. Na retaguarda, a ria de Aveiro é uma boa alternativa para quem gosta de remar ou de praticar vela.